# Accomandigia
Il termine Accomandigia (variante: raccomandigia), derivante da commenda, era usato in Toscana e in Romagna e si applicava, soprattutto in diritto pubblico per indicare il riconoscimento di un'autorità superiore fondato su espliciti rapporti di sudditanza o di protettorato e rappresentanza estera. A volte ciò era dissimulato da forme pattizie. Numerosi furono i casi di feudi imperiali autonomi affidati in accomandigia ai granduchi di Toscana o ai duchi di Modena.

## Romagna
Per la Romagna è nota l'accomandigia della contea di Dovadola al Comune di Forlì, nel 1255.

## Toscana
In particolare si ricordano i feudi della Lunigiana in accomandigia toscana:
- marchesato di Mulazzo
- marchesato di Groppoli nel 1577, poi annesso nel 1774
- marchesato di Villafranca nel 1567 e poi dal XVIII sec. sotto accomandigia di Modena
- marchesato di Castevoli nel 1525
- marchesato di Licciana nel 1686, rinnovata nel 1704 e poi nel 1756 a Modena
- marchesato della Bastia nel 1704
- marchesato di Tresana nel 1575, rinnovata nel 1665
- marchesato di Olivola nel 1569
- marchesato di Pontebosio nel 1670
- marchesato di Treschietto nel 1698
- marchesato del Monte Santa Maria Tiberina fino al 1731
- marchesato di Sorbello nel 1558
- contea di Chitignano nel 1380
- contea di Montauto nel 1385
- contea di Elci nel 1560, poi annessa nel 1779.